# Абатство Тороне
Абатство Тороне (на френски: L'abbaye du Thoronet) е цистерциански католически манастир, разположен край селището Тороне в историческата област Прованс във Франция.
Основан около 1157 г., манастирът е смятан за един от образците на архитектурния стил, свързван с пропагандираната от цистерцианците философия. Наред с абатствата Сенанк и Силвакан той сред 3-те цистерциански манастира в Прованс, наричани Трите провансалски сестри.